# Weißensee und Steinatal
Der Weißensee und Steinatal ist ein ehemaliges Naturschutzgebiet in der niedersächsischen Kleinstadt Bad Sachsa im Landkreis Göttingen.

## Allgemeines
Das ehemalige Naturschutzgebiet mit dem Kennzeichen NSG BR 046 ist 73 Hektar groß. Es war Bestandteil des FFH-Gebietes „Gipskarstgebiet bei Bad Sachsa“. Südwestlich schließt es an das ehemalige Naturschutzgebiet „Steingrabental – Mackenröder Wald“ an. Das ehemalige Naturschutzgebiet grenzte vielfach an das Landschaftsschutzgebiet „Harz“. Das Gebiet stand seit dem 16. August 1982 unter Naturschutz. Im Februar 2021 ging es im neu ausgewiesenen Naturschutzgebiet „Gipskarstgebiet bei Bad Sachsa“ auf. Zuständige untere Naturschutzbehörde war der Landkreis Göttingen.

## Beschreibung
Das ehemalige Naturschutzgebiet liegt südwestlich von Bad Sachsa im Süden des Naturparks Harz. Es handelt sich um einen Ausschnitt der Gipskarstlandschaft des Südharzes mit karstmorphologischen und hydrogeologischen Besonderheiten wie Dolinen, Karstquellen und Bachschwinden sowie das Tal der Steina (auch Steinaer Bach) von der Brücke der Südharzstrecke bis nach Nüxei.
Der Bereich des Weißensees wird von einem Becken mit mehreren Stillgewässern geprägt. Der östliche Bereich wird überwiegend von einem naturnahen Seggen-Buchenwald mit Eiben- und Elsbeerenvorkommen sowie einer gut ausgeprägte Krautschicht bestanden, in dem sich der namensgebende Weißensee, ein Karstsee mit stark schwankendem Wasserstand, befindet. Im Norden befindet sich die Fitzmühle (auch als Pfützmühle bezeichnet), eine nach Westen exponierte Gipssteilwand, aus der ein Höhlenbach, der Fitzmühlenbach, austritt. Nordöstlich dieser Steilwand befindet sich außerhalb des ehemaligen Naturschutzgebietes ein Gipssteinbruch. Im südlichen Bereich des ehemaligen Naturschutzgebietes befindet sich mit dem Nixsee (auch als Nixteich bezeichnet) eine Polje mit einer Schwinde. Ein Teil wird vom Nusssee (bzw. Nussteich), einem künstlich aufgestauten, ehemaligen Fischteich, in den von Norden kommend der Fitzmühlenbach mündet, eingenommen. Entlang dieses Baches befanden sich zum Zeitpunkt der Ausweisung des Naturschutzgebietes drei weitere Fischteiche, die mittlerweile zurückgebaut und das Gebiet renaturiert sind. Eine weitere Besonderheit des Gebietes sind die östlich von Nüxei liegenden Dolinen, in denen sich ein Feuchtgebiet entwickelt hat. Der übrige Bereich wird von Grünland und Ackerflächen eingenommen.
Das westlich liegende Steinatal wird von einem temporär trockenfallenden Bachbett mit mehreren Versickerungsstellen geprägt. Der Bachlauf der Steina wird von einem naturnahen Auwald begleitet.
Der Karstwanderweg Südharz verläuft im Norden am Rande des ehemaligen Naturschutzgebietes.